# Sergueï Vinogradov (diplomate)
Pour les articles homonymes, voir Vinogradov.
Sergueï Aleksandrovitch Vinogradov (en russe : Сергей Александрович Виноградов), né le 25 mai 1907 à Khvalynsk, dans le gouvernement de Saratov (Empire russe) et décédé le 27 août 1970 à Moscou (Union soviétique), est un diplomate soviétique. 

## Biographie
Sergueï Aleksandrovitch Vinogradov est né à Khvalynsk, près de Saratov, en 1907. Il entre au Parti communiste en 1926.
Après avoir brièvement travaillé à l'Académie industrielle, il entre au commissariat du peuple aux Affaires étrangères en 1939 et travaille comme conseiller à l'ambassade soviétique en Turquie. Du 17 septembre 1940 au 24 février 1948, il est ambassadeur de l'Union soviétique en Turquie. 
Il revient ensuite à Moscou, où il dirige le département de l'Organisation des Nations unies au ministère soviétique des Affaires étrangères. En 1949-1950, il dirige le premier département européen du même ministère. De 1950 à 1953, il est président de la commission de radiodiffusion du Conseil des ministres de l'URSS, puis de mars à juillet 1953, responsable de la télévision au ministère de la Culture.
Il retourne ensuite au ministère des Affaires étrangères et devient ambassadeur extraordinaire et plénipotentiaire de l'URSS en France, poste qu'il occupe du 7 juillet 1953 au 24 mars 1965. Après un nouveau passage dans les bureaux du ministère à Moscou, il devient ambassadeur extraordinaire et plénipotentiaire de l'URSS en République arabe unie (du 29 août 1967 au 27 août 1970). 
Sergueï Vinogradov est décédé le 27 août 1970 à Moscou, à l'âge de 63 ans. Il est enterré au cimetière de Novodevitchi. 